# Beckjay
Beckjay – osada w Anglii, w hrabstwie Shropshire. Leży 37 km na południe od miasta Shrewsbury i 214 km na północny zachód od Londynu.